# 화형

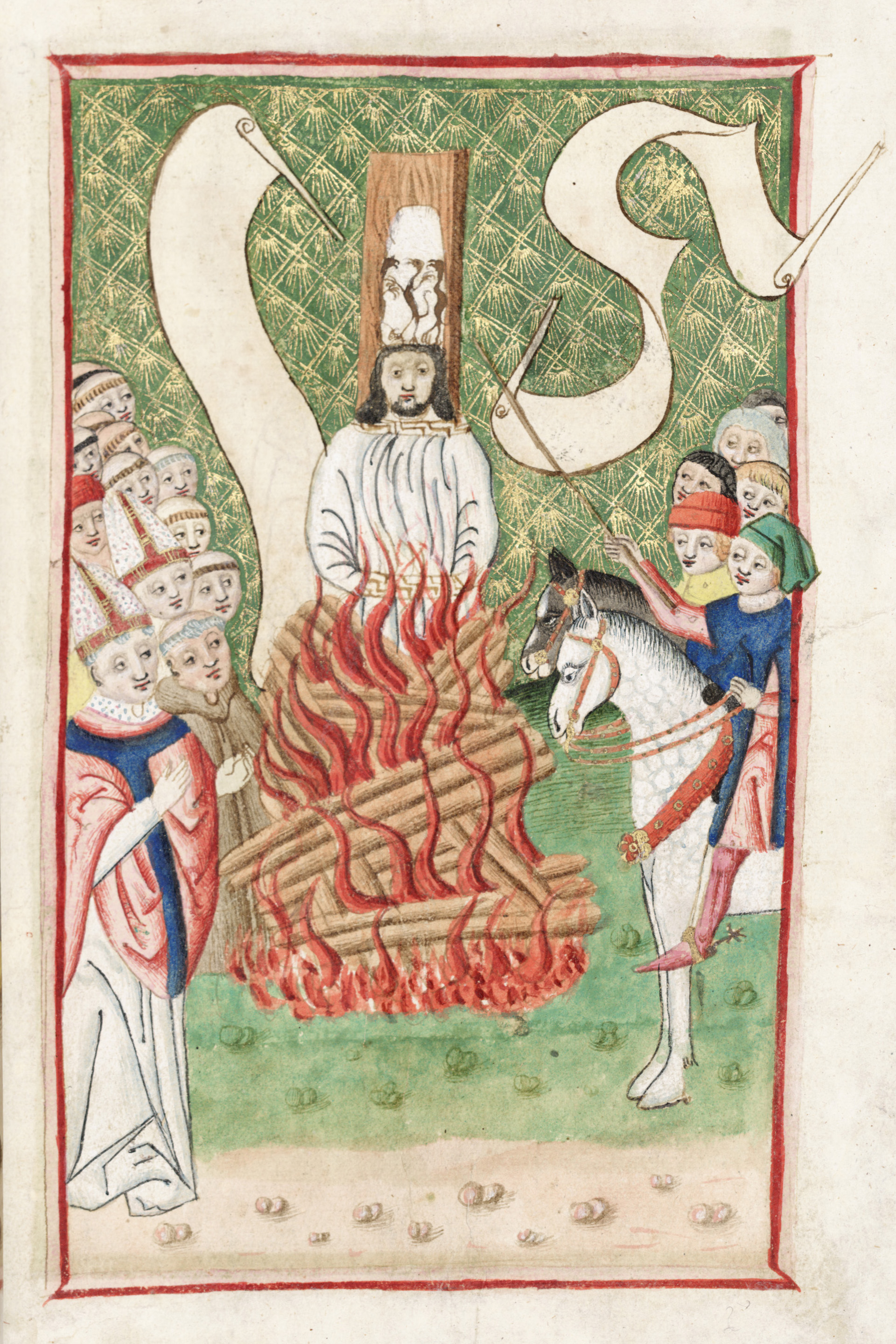
말뚝에 묶여 화형당하는 얀 후스를 묘사한 그림.

화형(火刑)은 사형수를 불에 태워 죽이는 형벌이다. 사형수를 사형을 집행할 때 큰 말뚝에 죄수를 묶은 뒤 불에 태우거나 질식시키는 방법을 사용하기도 했다. 근대에 이르러 사형수들의 고통을 줄여야 한다고 하여 집행 방법이 교수형으로 바뀌었다. 화형은 로마와 일본에서 기독교가 박해받던 시기에, 기독교가 교회 권력으로 변질된 이후에는 반역 행위, 이단, 마술 등의 범죄 행위를 처벌하는 방법으로 널리 쓰여 왔다.
화형은 교수형, 참형, 수장형에 비해서는 사용 빈도가 적었고 여러 가지 이유로 화형은 18세기 후반에 이르러 여러 국가에서 권장하지 않는 방법이 되었다. 오늘날에는 잔인하고 비정상적인 방법이라고 널리 인식되어 있다. 이슬람에서는 무슬림이 이슬람 경전 ‘쿠란’ 다음으로 중요시하는 예언자 무함마드의 언행록 하디스에 "오직 알라만이 불로 심판할 수 있다"는 내용이 있어 화형 등 불태우는 것을 신성 모독으로 간주할 뿐만 아니라 이슬람권에선 죽은 사람에 대한 장례 때도 화장을 금지한다.

## 로마가톨릭교회의 화형
특히 종교개혁시기에 로마 가톨릭교회는 악명 높은 종교재판을 악용해 사람 수십만 명을 이단이라는 이유로 화형을 집행했다. 특히 개신교와 성공회 신자들이 많았다. 로마가톨릭교회는 이단들의 피로 더럽힐 수 없다는 이유로 화형을 고집했다. 여자는 물에 빠트렸다.
로마가톨릭교회는 종교개혁자들을 화형시키기 전에 먼저 극심하게 고문했다고 한다. 불에 달군 쇠꼬챙이로 살을 지지고 소리를 지르지 못하게끔 혀를 잘랐다. 얀 후스와 윌리엄 틴데일, 조르다노 브루노, 지롤라모 사보나롤라, 루칠리오 바니니가 이단으로 몰려 화형당했고 마르틴 루터도 화형을 선고받았지만 살해되지는 않았다. 시신까지 화형시키기도 했다. 울리히 츠빙글리는 로마가톨릭교회와의 전투 중 숨졌는데 그 시신을 화형시켰다. 존 위클리프도 부관참시당한 후 그 시신이 화형되었다. 그 외에 재세례파인 발타자르 후브마이어(Baltarsar Hubmaier,1485~1528), 마이클 새틀러(Michael Sattler, 1490~1527)등이 화형 당했다.

## 일본의 화형
문헌을 보면, 일본에서는 19세기 중반까지 행해졌다.

## 기타
2015년 1월, IS 단체가 요르단군 인질 무아트 알카사스베 조종사를 화형으로 살해한 사건이 벌어져 국제에서 크게 비난받았다.

## 같이 보기
- 사형 제도
- 잔 다르크
- 종교 재판